# Vernoux-sur-Boutonne
Vernoux-sur-Boutonne là một xã thuộc tỉnh Deux-Sèvres trong vùng Nouvelle-Aquitaine phía tây nước Pháp. Xã này nằm ở khu vực có độ cao trung binh 51 mét trên mực nước biển.
Sông Boutonne chảy qua thị trân.